# Ockrabukig trädskata
Ockrabukig trädskata (Dendrocitta vagabunda) är en vida spridd asiatisk fågel i familjen kråkfåglar inom ordningen tättingar. Den förekommer från nordöstra Pakistan genom Indien till Indokina. Arten minskar i antal, men beståndet anses ändå vara livskraftigt.

## Utseende
Ockrabukig trädskata är en distinkt och stor (46–50 cm) trädskata med en rätt kort näbb och en lång och kraftigt avsmalnad stjärt, där dock de centrala stjärtpennorna breder ut sig något mot spetsen. Den har skiffergrått huvud, brun mantel, ockrafärgad undersida och övergump, ljusgrå vingpanel och en grå stjärt med vitaktigt subterminalt band innanför den svarta stjärtspetsen.

## Läten
Lätet är ett ljudligt, flöjtlikt ringande "ko-ki-la". Även andra hårda, metalliska och jamande läten hörs.

## Utbredning och systematik
Ockrabukig trädskata delas in i åtta underarter med följande utbredning:
- Dendrocitta vagabunda bristoli – nordöstra Pakistan och nordvästra Indien till västra Nepal
- Dendrocitta vagabunda behni – västra Indien (Rajasthan, västra Madhya Pradesh och Gujarat söderut till Karnataka)
- Dendrocitta vagabunda vagabunda – nedre Himalaya och nordöstra Indien (i söder till Hyderabad)
- Dendrocitta vagabunda parvula – sydvästra Indien (södra Kanara till Kap Comorin)
- Dendrocitta vagabunda pallida – sydöstra Indien
- Dendrocitta vagabunda sclateri – östra Myanmar (övre Chindwin till Chin Hills och Arakan Yoma)
- Dendrocitta vagabunda kinneari – södra Burma och nordvästra Thailand
- Dendrocitta vagabunda saturatior – Tenasserim och södra Thailand
- Dendrocitta vagabunda sakeratensis – östra Thailand och Indokina

## Status och hot
Arten har ett stort utbredningsområde och en stor population, men tros minska i antal, dock inte tillräckligt kraftigt för att den ska betraktas som hotad. Internationella naturvårdsunionen IUCN kategoriserar därför arten som livskraftig (LC).

## Bilder

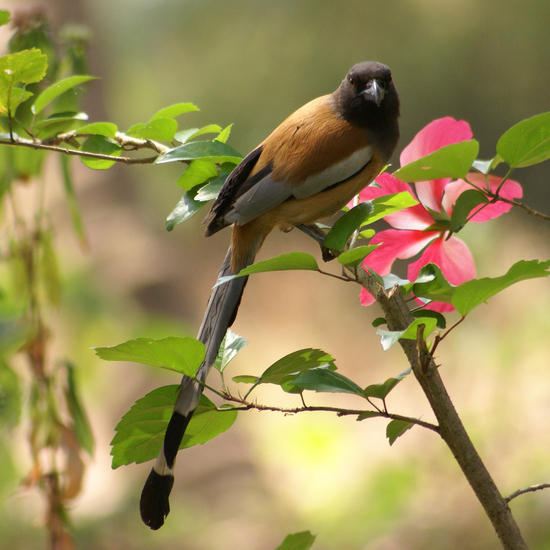
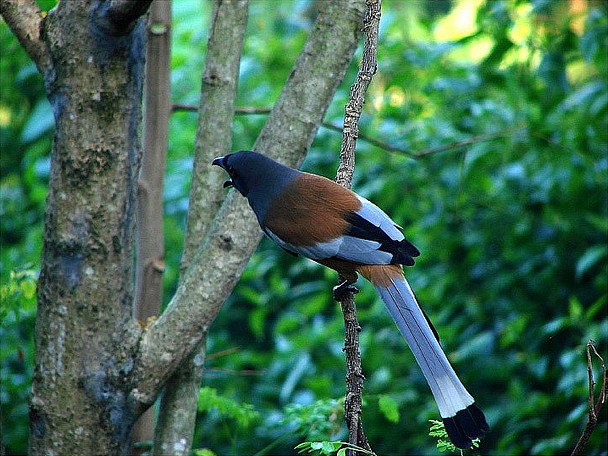
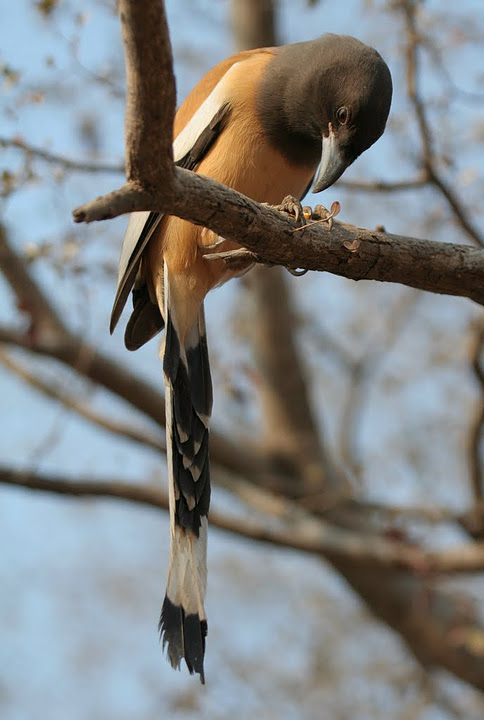